# Gazette de Leyde
La Gazette de Leyde (Gazeta de Leiden) o Nouvelles Extraordinaires de Divers Endroits («Extraordinarias noticias de varios lugares») fue el periódico más importante de la prensa internacional europea de fines del siglo XVII y fines del siglo XVIII. En las últimas décadas del siglo XVIII, fue uno de los principales periódicos políticos en Occidente. Para los lectores en Francia, proporcionó una cobertura completa de la Revolución estadounidense y de la Guerra de Independencia de los Estados Unidos.
Fue publicada en francés en Leiden, Países Bajos. En ese entonces, los Países Bajos tenían una libertad de prensa significativa. Su circulación probablemente excedió los 10.000 ejemplares y podría haber llegado hasta los 100.000.

## Antecedentes
En el siglo XVIII, las Provincias Unidas de los Países Bajos eran muy tolerantes en términos de la libertad de prensa y de religión. Comparado con la mayoría de países contemporáneos, como Francia, el Reino Unido o el Sacro Imperio Romano Germánico, había poca interferencia gubernamental (censura o monopolios). Muchos hugonotes huyeron de Francia hacia los Países Bajos durante el reinado de Luis XIV, particularmente, después de la revocación del Edicto de Nantes en 1685. Varios de ellos empezaron a publicar periódicos en francés (una lingua franca por entonces) en varias ciudades europeas, que cubrían noticias en Francia y Europa. Leídos por la élite europea, estos periódicos eran conocidos en Francia como las «gacetas extranjeras» (en francés: gazettes étrangères).

## Impacto
Su circulación llegó a varios miles de ejemplares, con los más altos estimados de unos 10.000 ejemplares; se han encontrado copias del periódico desde Moscú hasta Estambul pasando por Madrid y Estados Unidos. Con copias pirateadas y suscripciones compartidas, su circulación podría haber sido incluso varias veces más alta, llegando los mayores estimados a cerca de 100.000.
Nouvelles Extraordinaires fue el más popular de un conjunto de 10 periódicos en francés publicados fuera de Francia, principalmente en los Países Bajos y en Alemania (en términos de popularidad, era seguido por la Gazette d'Amsterdam y, posteriormente, por el Courier du Bas-Rhin). Thomas Jefferson se refería a él como «el mejor en Europa» y «el único que vale la pena leer»; se dice que era el único periódico que leía Luis XVI. El impacto del periódico y el reconocimiento recibido en el siglo XVIII ha sido comparado con el de The Times de Londres en el siglo XIX y  The New York Times en el siglo XX.

## Editores
Los editores del periódico fueron:
- Jean Alexandre de la Font (1677–1685)
- Claude Jordan (1685 ?-1688?)
- Anthony de la Font (1689–1738)
- Etienne Luzac (1738–1772)
- Jean Luzac (1772–1798)